# Sokolînți, Tîvriv
Sokolînți (în ucraineană Соколинці) este un sat în comuna Koliuhiv din raionul Tîvriv, regiunea Vinnița, Ucraina.

## Demografie
Componența lingvistică a localității Sokolînți
     Ucraineană (91,55%)
     Rusă (8,45%)
Conform recensământului din 2001, majoritatea populației localității Sokolînți era vorbitoare de ucraineană (91,55%), existând în minoritate și vorbitori de rusă (8,45%).